# Острецово (Ивановская область)
Острецо́во — село в Родниковском районе Ивановской области России. Входит в Каминское сельское поселение.

## География
Находится в Каминском сельском поселении. В 1,5 км к западу от села протекает река Теза. Расстояние до районного центра (города Родники) — 12,2 км (по дорогам — 13,5 км).

## История
Крестово-купольная каменная Троицкая церковь с колокольней была построена в селе в 1770 году на средства помещика Трофима Илларионовича Лялина и обнесена каменной оградою. Престолов было три: главный во славу Живоначальной Троицы, придельные в честь Покрова Божией Матери и святителя Димитрия, митрополита Ростовского. Достопримечательность церкви составляло напрестольное Евангелие, на котором на задней доске была вырезана славянскими буквами надпись: «183 г. июня 13 дня (13 июня 1675 г.) приложил сие Евангелие в церковь Николая Чудотворца в село Покровское Стольник князь Иван Михайлович Барятинский».
В конце XIX — начале XX века село являлось центром Острецовской волости Нерехтского уезда Костромской губернии, с 1918 года — в составе Иваново-Вознесенской губернии.
С 1924 года село являлось центром Острецовского сельсовета Родниковского района, с 2005 года — центр Острецовского сельского поселения, с 2009 года — в составе Каминского сельского поселения.

## Население
| 1872 | 1897 | 1907 | 2002 | 2010 |
| ---- | ---- | ---- | ---- | ---- |
| 311  | ↗425 | ↗434 | ↗571 | ↘538 |

## Инфраструктура
- Острецовская начальная школа-детский сад[8].
- Острецовская сельская участковая больница[9].
- Отделение Почты России

## Архитектура и культура
Действующий комплекс Троицкого храма. Построен между 1770 и 1811 годами. Колокольня первой половины XIX века. Считается самым древним храмом в Родниковском районе и одним из наиболее сохранившихся в первоначальном виде храмов во всей Ивановской области.

## Известные уроженцы и жители
- Преподобная Анимаиса Острецовская и Родниковская (1875—1963). Жила в селе Острецово при Свято-Троицкой церкви вплоть до своего преставления.
- Рябиков, Василий Михайлович (1907—1974) — государственный деятель, генерал-полковник-инженер. Родился в селе Острецово.